# Placea arzae
Placea arzae là một loài thực vật có hoa trong họ Amaryllidaceae. Loài này được Phil. miêu tả khoa học đầu tiên năm 1873.